# Giuliano Dottori
Giuliano Dottori (Montréal, 1976) è un cantautore, polistrumentista e produttore discografico italiano.

## Biografia
Nato in Canada, comincia la sua attività musicale come chitarrista. Debutta come cantautore nel 2007 con l'album Lucida, uscito per l'etichetta Ilrenonsidiverte e distribuito da Audioglobe. La rivista Rolling Stone lo definisce come un "esordio toccante".
Dalla fine del 2007 è anche coinvolto nel progetto Amor Fou, dapprima solo come chitarrista live, poi come membro effettivo della band, insieme ad Alessandro Raina, Leziero Rescigno e Paolo Perego. La band ha pubblicato a maggio 2010, con EMI, l'album I moralisti. Il disco si classifica terzo al Premio Tenco nella categoria "Miglior Album 2010" e la band viene invitata ad esibirsi al Teatro Ariston il 10 novembre 2010. Nel 2012 è uscito il terzo e per ora ultimo album della band, Cento giorni da oggi, questa volta per Universal.
Il 2007 è anche l'anno in cui inizia ad insegnare chitarra classica, moderna ed elettrica presso la Scuola di musica Cluster di Milano.
Nel 2008 partecipa con il brano inedito Giorno buio alba rosa alla compilation D-Day, Musica per gentili Ascoltatori.
Il 6 novembre 2009 esce il suo secondo album, Temporali e Rivoluzioni. Pubblicato da Via Audio Records e distribuito da Venus, il disco vede la partecipazione nelle vesti di produttore artistico di Giovanni Ferrario, già produttore degli Scisma e chitarrista di Cristina Donà, Morgan, PJ Harvey e John Parish.
Il 23 dicembre 2010 esce, sempre per Via Audio Records, l'EP Fantasmi.
Nel 2011 scrive insieme a Thony la canzone "Bum" contenuta nella colonna sonora del film "Tutti i Santi Giorni" di Paolo Virzì.
Nel 2013 insieme allo scrittore Marco Rossari ha ideato "Il diavolo alla porta", un reading/concerto ispirato all'immaginario, alla vita e alle canzoni di Bob Dylan.
A maggio 2013 è uscito il singolo Le vite degli altri, canzone ispirata all'omonimo film, il cui video è stato realizzato invitando amici e fan a riprendere col proprio telefono dalla finestra di casa. La versione web del Corriere della Sera ha dedicato una pagina al video. Dopo la pubblicazione del secondo singolo I fiori muoiono quando ci rattrista perderli, annuncia l'album L'arte della guerra - Vol. 1, uscito il 1º aprile 2014 per l'etichetta Musica Distesa fondata dallo stesso cantautore.
Il 7 aprile 2015 è uscito l'album L'arte della guerra - Vol. 2, che chiude il concept ispirato a Sun Tzu e vede la partecipazione del cantautore Dimartino nel brano Fiorire e del rapper Ghemon nel brano Il Pavimento del Mattino.
Dal 2007 è direttore artistico del Festival Musica Distesa, una rassegna di concerti e performance artistiche che si tiene alla fine di giugno a Cupramontana (An) ideata insieme al fratello vignaiolo Corrado Dottori.
Nel 2017 scrive insieme a Niccolò Agliardi la canzone "Luna Vaniglia" per la colonna sonora del film "Nove lune e mezza" di Michela Andreozzi.
A settembre 2017 scrive e realizza le musiche originali del Film "Accolla e il cavallino rosso a Siracusa", diretto da Paolo Boriani.
Tra febbraio 2019 e luglio 2020 pubblica tre singoli: "15 anni", "L'albero dei sogni" (prodotto insieme a Matteo Cantaluppi) e “Paglia”.
A marzo 2020 scrive, produce e conduce il podcast “Architettura di una canzone” che vince, ad aprile 2022, nella categoria Migliore creatività originale la prima edizione de “Il Pod - Italian Podcast Award”.
Il 29 marzo 2023 pubblica il nuovo album di canzoni "La vita nel frattempo", anticipato da un racconto tramite newsletter e da un podcast omonimo. Il disco è stato dapprima pubblicato solo in vinile, spiegando questa scelta con una profonda critica al mondo dei numeri e dello streaming. Solo un anno dopo il disco è uscito anche su tutte le piattaforme.  

## Discografia

### Album
- 2007 - Lucida (Ilrenonsidiverte)
- 2009 - Temporali e Rivoluzioni (Via Audio Records)
- 2014 - L'arte della guerra - Vol. 1
- 2015 - L'arte della guerra - Vol. 2
- 2023 - La vita nel frattempo

### EP
- 2010 - Fantasmi (Via Audio Records)

### Con gli Amor Fou
- 2009 - Filemone e Bauci (EP autoprodotto) come chitarrista e bassista
- 2010 - I moralisti (EMI)
- 2012 - Cento giorni da oggi (Universal Music Italy)

### Brani inseriti in una compilation
- 2008 - Giorno buio alba rosa in D-Day. Musica per gentili ascoltatori (Ideificio)
- 2009 - Tenerti stretto un ricordo in XL vs Lunatik (Repubblica XL dicembre, digital download)
- 2011 - Inno Nazionale del mio Isolato in Esistere è resistere di Arci Milano

### Collaborazioni
- 2005 - Atleticodefina, Atleticodefina (Venus) come chitarrista
- 2007 - Daniele Tenca, Guarda il sole (Ultratempo) come chitarrista e produttore artistico
- 2007 - Atleticodefina, Tutti amano tutti (Venus) come chitarrista
- 2011 - Filo Q, Il Bordo del Buio (Micropop Rec.) come chitarrista nella canzone CausaEffetti
- 2011 - Paolo Cattaneo, Il Gioco (EP, Eclectic Circus) come chitarrista
- 2011 - Federico Ferri, I Funamboli (EP) come produttore artistico
- 2011 - Lucia Manca, Lucia Manca (Novunque) come produttore artistico
- 2012 - Thony, "Birds" (CD) come pianista e bassista nel brano "Promises"
- 2013 - Alia, "Aria" (EP) come produttore artistico
- 2014 - Katsushiro Perso nel Bosco, "v1" (CD, autoprodotto), come produttore artistico
- 2014 - Alia, "Asteroidi" (CD, Neverlab), come produttore artistico
- 2014 - Riva, "Le nostre Vacanze sono Finite" (CD, FullHeads), come produttore artistico
- 2014 - Nicola Cioce, "L'ora blu" (CD, Nicola Cioce), come chitarrista, bassista, pianista
- 2015 - Aria su Marte, "Oltre il buio" (Ep, autoprodotto), come produttore artistico
- 2015 - David Ragghianti, "Portland" (CD, Caipira / Musica Distesa), come chitarrista, bassista, pianista e produttore artistico
- 2016 - Il Distacco, "17 Lati" (EP, autoprodotto), come produttore artistico
- 2016 - Boris Ramella, "Dentro Casa" (dall'album "Non Riesco a Dormire", Giungla Dischi), come seconda voce
- 2016 - Giulio Larovere, "My Inner Thoughts" (EP, autoprodotto), come chitarrista e produttore artistico
- 2016 - Umberto Ti., "Cielo incerto" (EP, autoprodotto), come chitarrista, bassista, batterista, pianista e produttore artistico
- 2016 - Tirrenian, "Today • Odaiba • Fernweh • Then" (EP, Aloch Dischi), come co-produttore artistico
- 2016 - Raphael Gualazzi, "Love life peace" (Sugar), come chitarrista
- 2016 - David Ragghianti, "Arcipelaghi" (Ep, autoprodotto), come chitarrista, pianista e produttore artistico
- 2016 - Brilla, s/t (Ep, Caipira), come chitarrista, pianista, bassista e produttore artistico
- 2017 - Les Enfants, "Isole" (CD, Uma Records), come produttore artistico
- 2017 - Niccolò Agliardi, brano "Luna vaniglia" in "Nove luna e mezza OST" (Warner Chappel), come compositore, chitarrista, pianista, bassista e produttore artistico
- 2017 - Milorad, "Drops" (Ep, autoprodotto) come chitarrista, pianista e produttore artistico
- 2018 - Riva, "Ossa" (Singolo, Suoni&Visioni Records) come co-produttore artistico
- 2019 - Il Rumore della Tregua, "Canzoni di Festa" (CD, autoprodotto) come produttore artistico
- 2019 - Riva, "Falene" (singolo digitale, Suoni&Visioni Records) come co-produttore artistico
- 2019 - Riva, "Acquario" (singolo digitale, Suoni&Visioni Records) come co-produttore artistico
- 2020 - Il Cairo, "San Siro" (singolo digitale, Musica Distesa Dischi) come produttore artistico
- 2020 - Matteo Buzzanca, "Trash" (Colonna Sonora Originale, DECCA classics) come chitarrista
- 2020 - Il Cairo, "Posto di blocco" (singolo digitale, Musica Distesa Dischi) come produttore artistico
- 2021 - Paolantonio, "Io non sono il mo tipo" (album, Candischi) come produttore artistico, bassista, chitarrista, pianista e tastierista
- 2021 - Il Cairo, "Scirocco" (Ep digitale, Musica Distesa Dischi / Peer Music), come produttore
- 2021 - "Il Divin Codino" [OST] (Film Originale Netflix), colonna sonora originale, come chitarrista
- 2021 - Piume, "Non c'è verso" (album, Musica Distesa Dischi), come pianista, cantante e produttore artistico
- 2022 - Sammarco, "Tutte le cose che di te vorrei bruciare" (Ep digitale, Musica Distesa dischi), come chitarrista, pianista, bassista e produttore artistico
- 2022 - David Ragghianti, "Poster" (singolo digitale, Musica Distesa dischi), come chitarrista, pianista, bassista e produttore artistico
- 2022 - David Ragghianti, "Non ci raggiungerà più niente" (singolo digitale, Musica Distesa dischi), come chitarrista, pianista, bassista e produttore artistico
- 2022 - Tirrenian, "Even Darker" (ep digitale, Aloch Dischi), come chitarrista, bassista e co-produttore artistico
- 2023 - Fabrizio Coppola, "Heartland" (album digitale, Musica Distesa Dischi), come chitarrista, bassista e produttore artistico
- 2023 - Il Cairo, "Maxi Gusto" (album, MITE) come produttore